# Clematis bonariensis
Clematis bonariensis är en ranunkelväxtart som beskrevs av Antoine Laurent de Jussieu och Dc.. Clematis bonariensis ingår i släktet klematisar, och familjen ranunkelväxter. Inga underarter finns listade i Catalogue of Life.